# 才園古墳
才園古墳（さいぞんこふん、才園2号墳）は、熊本県球磨郡あさぎり町免田西にある古墳。形状は円墳と推定される。才園古墳群を構成する古墳の1つ。熊本県指定史跡に指定され（史跡「才園古墳群」のうち）、出土品は国の重要文化財に指定されている。

## 概要
熊本県南部、球磨川上流南岸の扇状地末端部に築造された小古墳である。一帯には古墳4基が所在して「才園の四ツ塚」と称されたが、2基（3・4号墳）は消滅して、2基（1・2号墳）のみ遺存する。2号墳（才園古墳）は1938年（昭和13年）に発掘され、現在は石室が露出した状態である。
墳形は円形と推定され、発掘以前は長径12メートル・短径6メートル程度のみが遺存した。埋葬施設は両袖式の横穴式石室である。石室の玄室は正方形で、長さ2.2メートル・幅2.2メートルを測る。小規模な石室ながら豊富な副葬品を有しており、鍍金鏡1面のほか金環・玉類・鉄製品・馬具が出土している。特に鍍金鏡は、背面が鍍金されて金色に輝く中国鏡で、小型鏡ながら金銅装馬具類に遜色のない優品として注目される。築造時期は古墳時代後期の6世紀後半頃と推定される。
古墳域は1976年（昭和51年）に1号墳と合わせて熊本県指定史跡に指定され、出土品は1958年（昭和33年）に国の重要文化財に指定されている。なお、1号墳は直径14メートルの円墳で、墳丘北側裾部は国鉄湯前線（現在のくま川鉄道湯前線）建設工事の際に削られており、石室は未開口である。

## 遺跡歴
- 1938年（昭和13年）、公会堂（旧才園公民館分館）の建設に伴う発掘。副葬品出土[1]。
- 1958年（昭和33年）2月8日、出土品が「肥後国球磨郡免田才園古墳出土品」として国の重要文化財に指定[3]。
- 1976年（昭和51年）2月12日、1号墳と合わせて「才園古墳群」として熊本県指定史跡に指定。

## 出土品

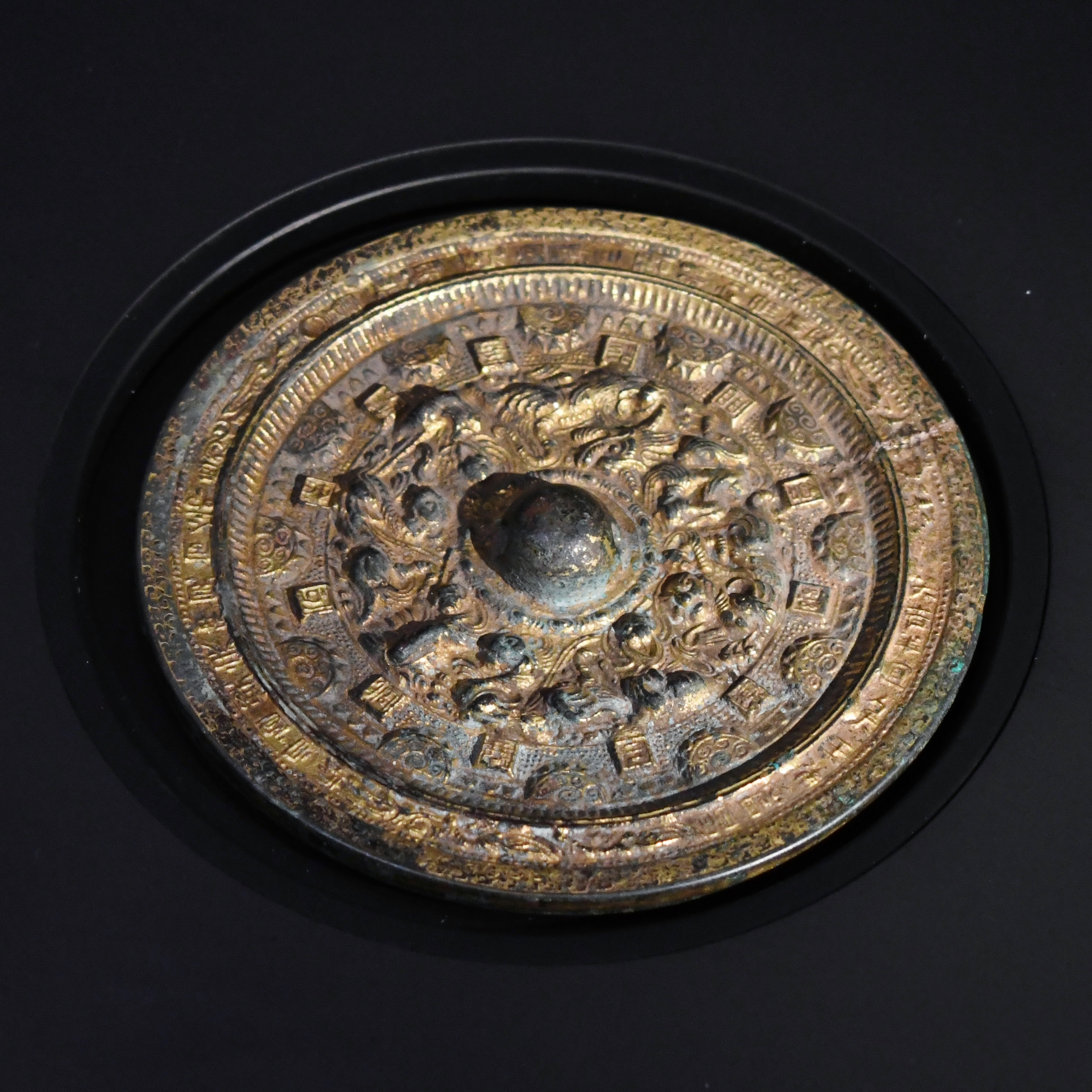
鍍金求心式神獣鏡熊本博物館展示（他画像も同様）。

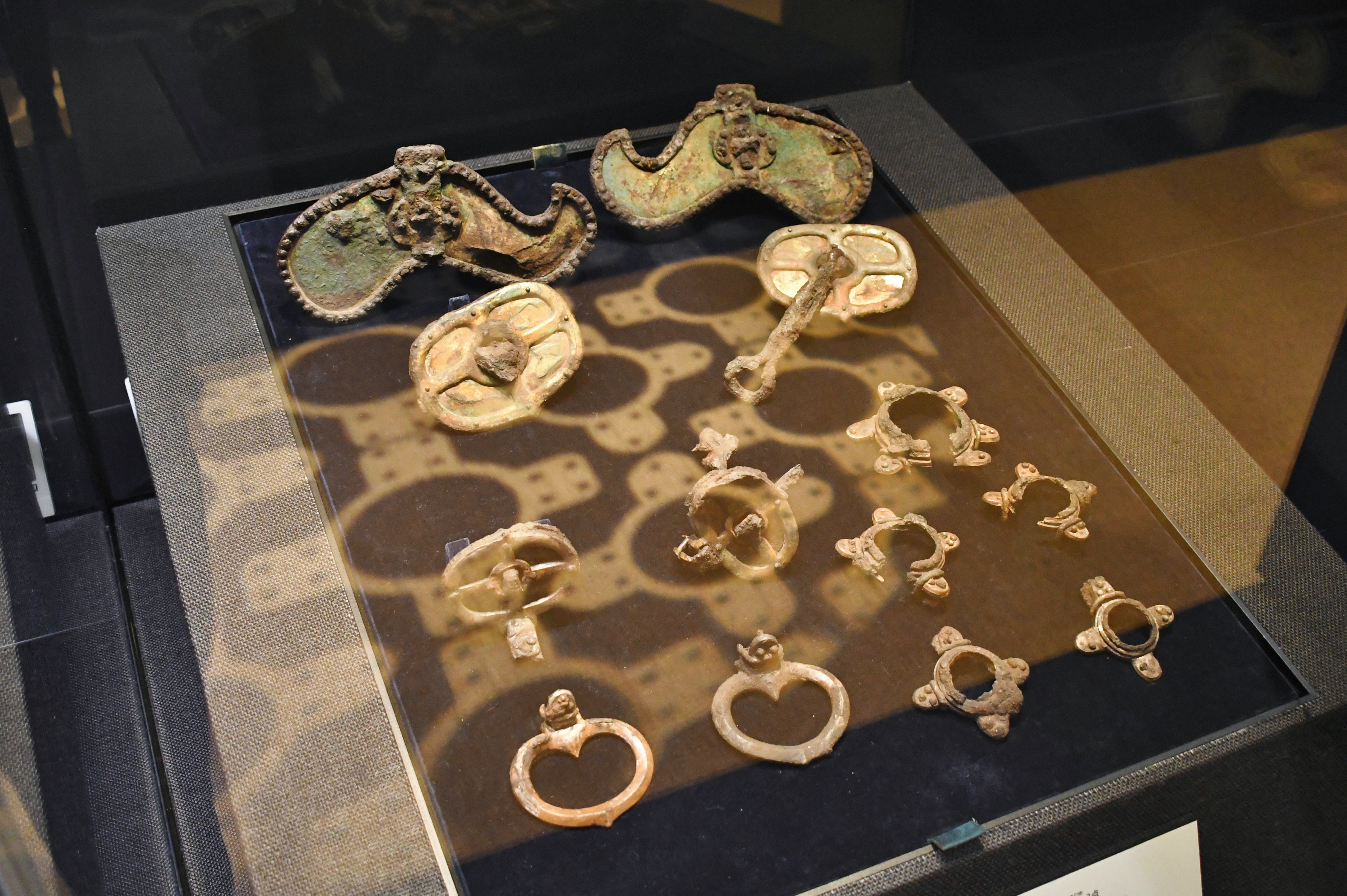
馬具 轡・杏葉・雲珠・辻金具

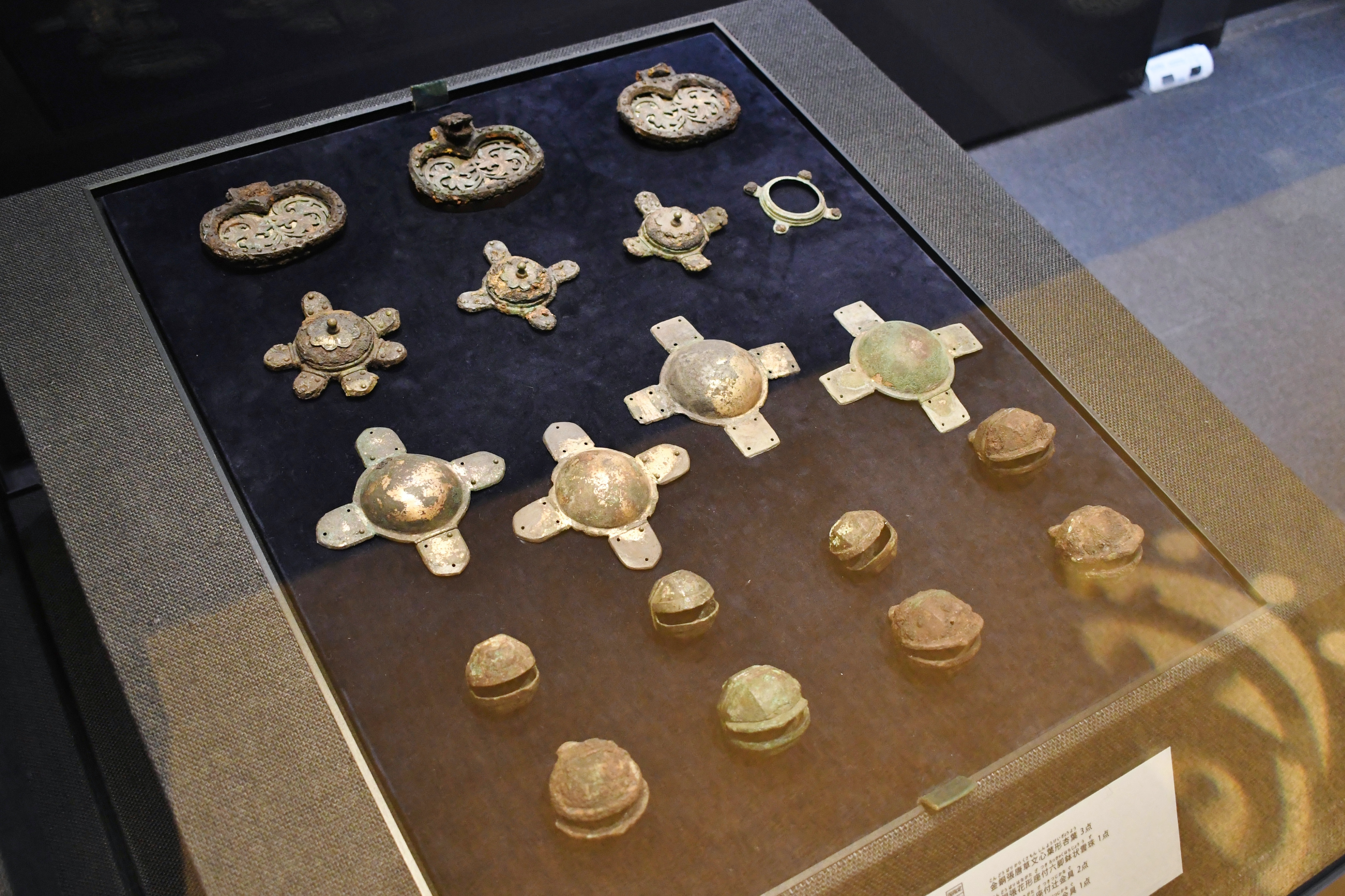
馬具 杏葉・雲珠・辻金具・鈴

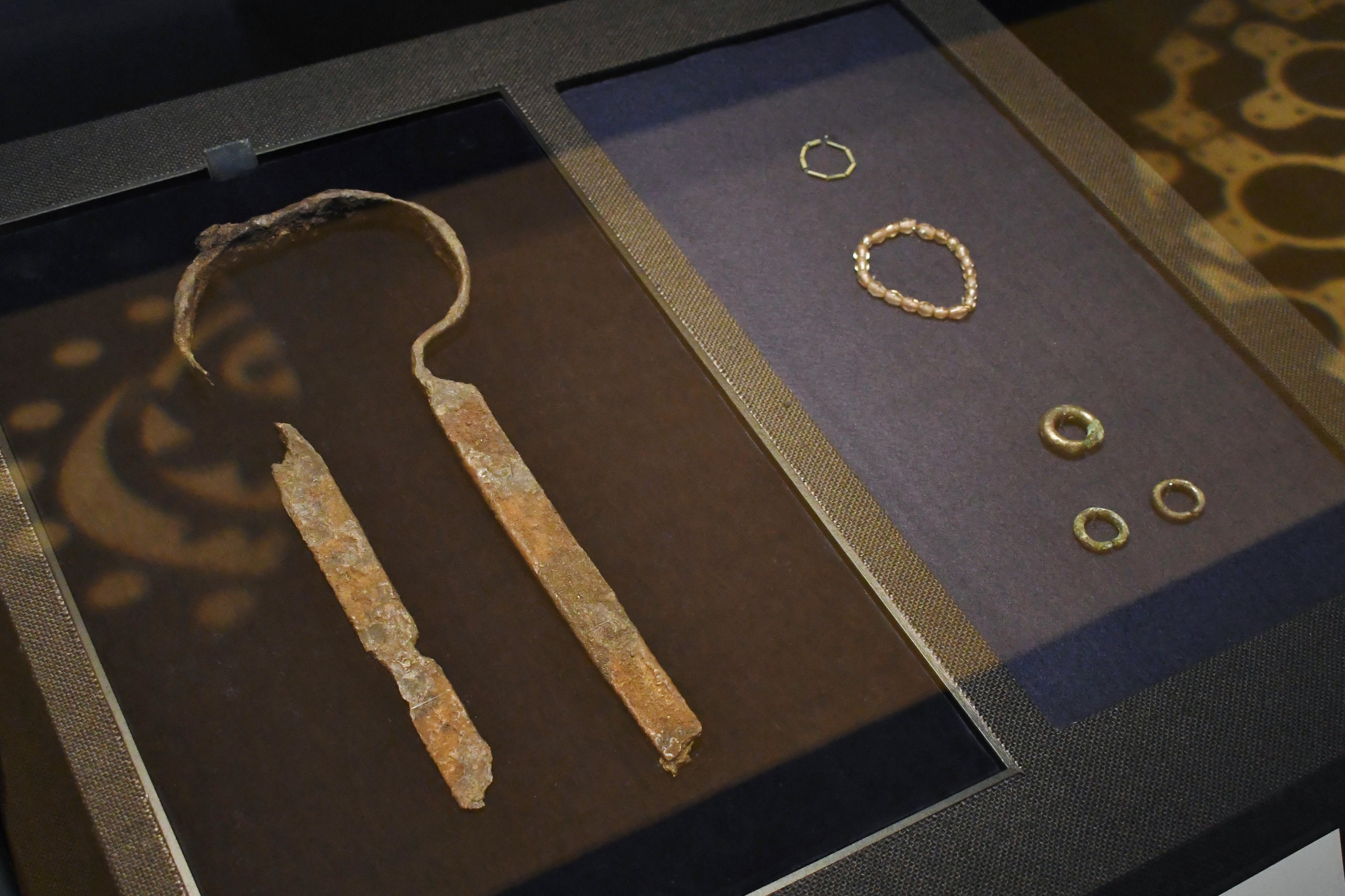
工具・装身具・刀装具
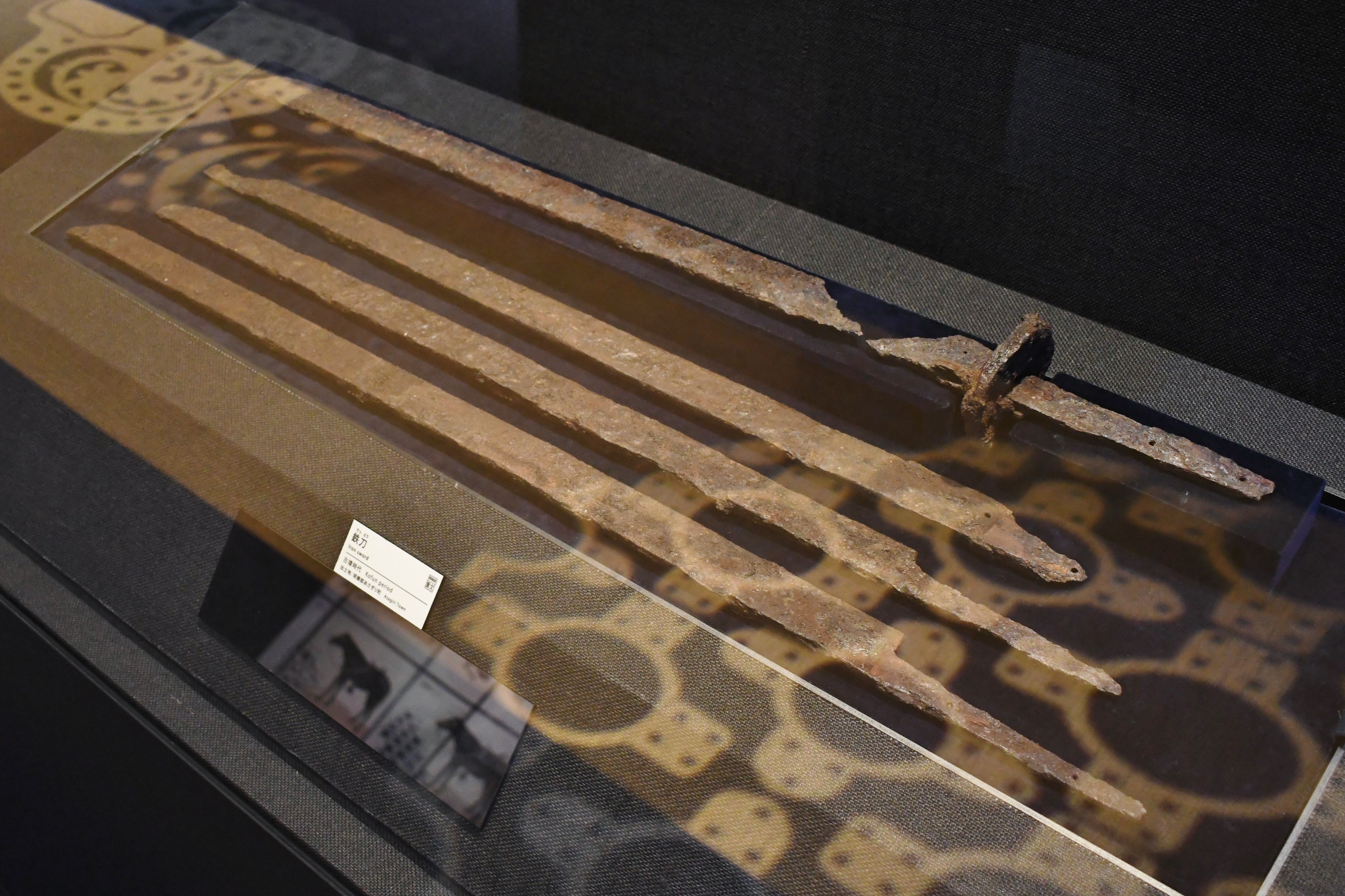
鉄刀

1938年（昭和13年）の発掘で出土した副葬品は次の通り（重要文化財指定分）。
- 鍍金求心式神獣鏡 1
重要文化財指定時の名称は「鎏金獣帯鏡」。直径11.7センチメートル。背面全体を鍍金する。乳を伴わず神獣鏡を配置し、画文帯に「吾作名竟」から始まる32文字の銘帯を有する。中国鏡であり、3世紀頃の鏡を基に5世紀代に鋳型を作って製作したものとみられる[4]。
- 金鐶
- 銅鈴 8
- 玉類
  - 碧玉管玉 8
  - 水晶切子玉 22
  - ガラス丸玉 1
- 鉄刀
- 鉄剣
- 鉄鋏 1
- 馬具類
  - 金銅轡鏡板 4
  - 鉄地銀張轡鏡板 2
  - 金銅子葉文透彫杏葉 3
  - 金銅杏葉 6
  - 鉄地銀張杏葉 2
  - 鉄杏葉
  - 金銅雲珠 2
  - 鉄地銀張雲珠 1
  - 金銅辻金物
  - 鉄地銀張辻金物 4

- 工具・装身具・刀装具
- 鉄刀

## 文化財

### 重要文化財（国指定）
- 肥後国球磨郡免田才園古墳出土品（考古資料） - 所有者はあさぎり町、熊本博物館保管。1958年（昭和33年）2月8日指定[3]。

- 鎏金獣帯鏡 1面
- 玉類
  - 碧玉管玉 8箇
  - 水晶切子玉 22箇
  - ガラス丸玉 1箇
- 金鐶
- 馬具類
  - 金銅轡鏡板残闕共 4箇分
  - 鉄地銀張轡鏡板 2箇
  - 金銅子葉文透彫杏葉残闕共 3箇分
  - 金銅杏葉残闕共 6箇分
  - 鉄地銀張杏葉 2箇
  - 鉄杏葉残闕 一括
  - 金銅雲珠 2箇
  - 鉄地銀張雲珠 1箇
  - 金銅辻金物 一括
  - 鉄地銀張辻金物 4箇
- 銅鈴 8箇
- 鉄刀剣類 一括
- 鉄鋏残闕 1箇分

### 熊本県指定文化財
- 史跡
  - 才園古墳群 - 1976年（昭和51年）2月12日指定。

## 関連施設
- 熊本博物館（熊本市中央区古京町） - 才園古墳の出土品を保管・展示。

## 関連文献
（記事執筆に使用していない関連文献）
- 『免田町史』 第1巻、免田町教育委員会、1986年。
- 『黄金文化への憧れ 国指定重要文化財才園古墳出土品 -熊本県球磨郡あさぎり町所蔵品 熊本博物館展示リニューアル記念-』熊本博物館、2016年。